# Tenggarong
Tenggarong is een Indonesisch onderdistrict in de provincie Oost-Kalimantan op het eiland Borneo.